# Kardinal-Frings-Gymnasium
Pour les articles homonymes, voir Kardinal (homonymie), Frings et KFG.
 Le Kardinal-Frings-Gymnasium (KFG, jusqu'en 1979: Erzbischöfliches Gymnasium Beuel) est une école secondaire catholique privée de l'archidiocèse catholique romain de Cologne à Beuel , un arrondissement de l'ancienne capitale allemande Bonn, dans la Rhénanie du Nord-Westphalie. 

## L'histoire
L'école a été fondée en 1964 sous le nom de Erzbischöfliches Gymnasium Beuel (EBG) par l'archevêque de Cologne, le cardinal Joseph Frings. C'était une école de garçons. Le célèbre architecte Joachim Schürmann a conçu le bâtiment de l’école au sud de Beuel, qui comprend une salle de réunion, un terrain de sport, trois salles de sport, une cafétéria et un bunker nucléaire. Après la mort de Frings en 1978, l’école décide de prendre le nom de son fondateur et est officiellement baptisée Kardinal-Frings-Gymnasium le 8 décembre 1979. En 1988, l’école est ouverte aux filles. 

### Les directeurs
| Période de temps | Directeur                  | Directeur adjoint |
| ---------------- | -------------------------- | ----------------- |
| 1964-1980        | Aloys Zillien              | Arnd Zimmermann   |
| 1980-1994        | Arnd Zimmermann            | Rudolf Lenzen     |
| 1994-1995        | Rudolf Lenzen (provisoire) | -                 |
| 1995-2008        | Karl-Ludwig Wimberger      | Rudolf Lenzen     |
| Depuis 2008      | Bernhard Hillen            | Markus Möhring    |

## Le profil
L'anglais et le latin sont des langues obligatoires à l'école. De plus, les étudiants peuvent décider d'apprendre le français à partir de la classe 8 et l'espagnol à partir de la classe 10. Il y a aussi un cours d'italien facultatif pour les élèves de 9e année. Au niveau avancé, il existe des sociétés avec la Liebfrauenschule Bonn et le Sankt-Adelheid-Gymnasium. 
L'école est connue pour son orchestre de cuivres. La populaire fanfare allemande Querbeat, active dans le cadre du carnaval de Cologne, a été fondée en 2001 en tant que groupe scolaire du Kardinal-Frings-Gymnasium.  
En 2001, l’école a lancé le projet social Arménie. Chaque année, les étudiants collectent de l’argent, qui sert à un programme d’échange, au soutien de cours d’allemand dans deux écoles partenaires à Gyumri et à la rénovation d’écoles de village dans la région de Shirak, au nord de l’ Arménie. Le volume de dons au cours des 15 dernières années a dépassé 250 000 euros (décembre 2017). 
Le 3 juillet 2018, le KFG a organisé un échange en direct de dix minutes avec l'astronaute allemand Alexander Gerst de l'ESA, qui a répondu aux questions des étudiants de la Station spatiale internationale ISS via une Radioamateur. Le contact faisait partie du projet ARISS et a été réalisé par le club allemand de radioamateurs et le centre aérospatial allemand. Parmi les invités figurait l'ancien astronaute Reinhold Ewald,,.

## Écoles partenaires
- École Tscharenz (Gjumri, Arménie)[5]L’école Tumanyans à Gyumri en Arménie, l’une des deux écoles partenaires du Kardinal-Frings-Gymnasium là

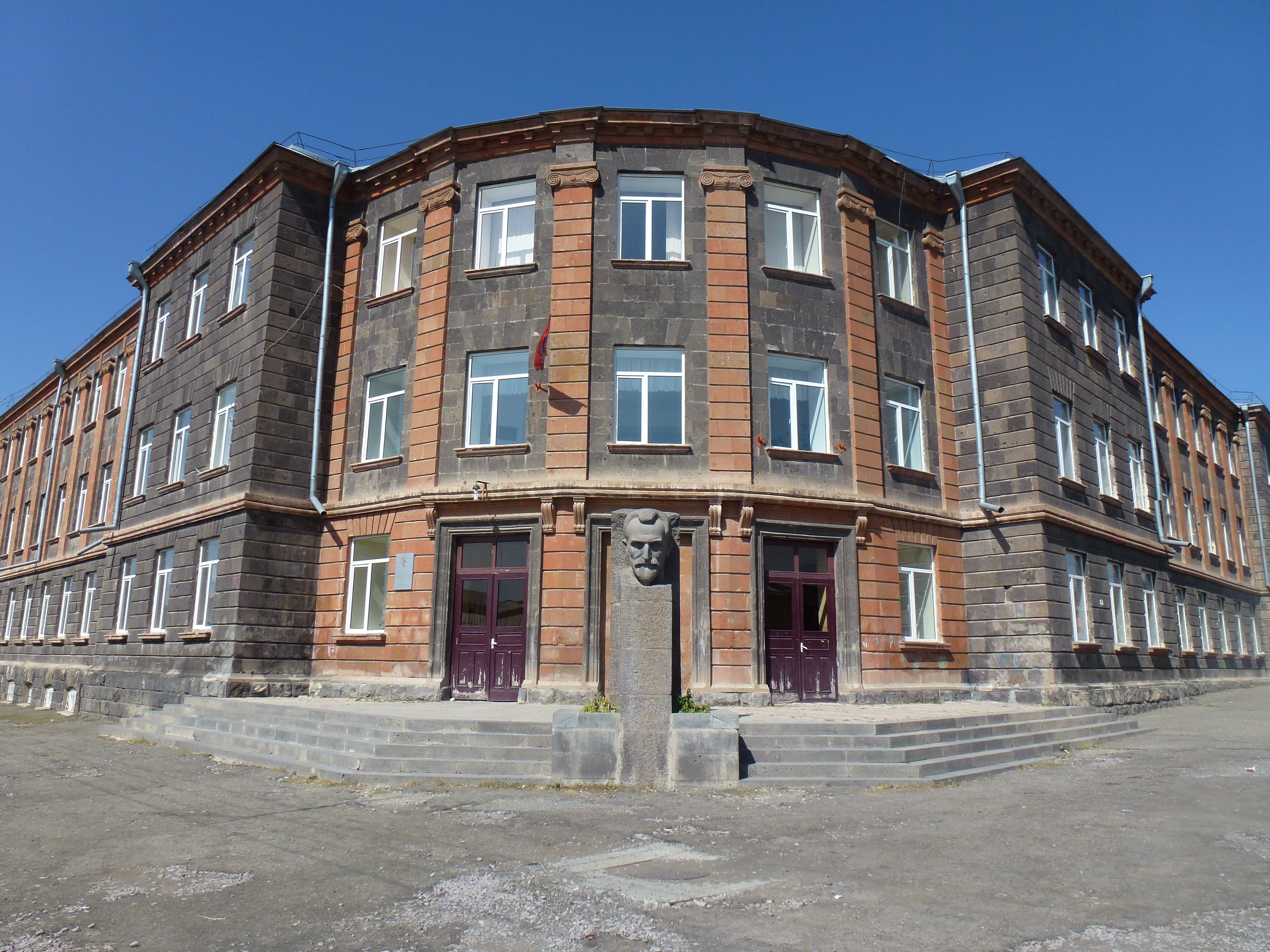
L’école Tumanyans à Gyumri en Arménie, l’une des deux écoles partenaires du Kardinal-Frings-Gymnasium là

- École de tumanyans (Gjumri, Arménie)[5]
- King´s School (Sydney, Australie)[9]
- Central Coast grammar school (Erina, Australie)[9]
- Colegio Alemán (Santiago du Chili, Chili)[10]
- Liceo linguistico du Collegio Vescovile Pio X (Trévise, Italie)[11],[12]
- CEU Sanchinarro (Madrid, Espagne)[11]
- Colegio Santa Maria Magdalena Sofia (Palma de Majorque, Espagne)[12]
- L'école participe au programme Erasmus + de la Commission européenne[13]

## Anciens élèves notables
- Jan-Ingwer Callsen-Bracker, footballeur allemand au FC Augsburg
- Fabian Thülig (de), ancien basketteur allemand chez Telekom Baskets Bonn
- Markus Kurth (de), homme politique au Parlement allemand pour Alliance 90/ Les Verts
- Bruno Kahl, président du Service fédéral de renseignement allemand

## Enseignants notables
- Peter Kohlgraf, aumônier et catéchiste au KFG 1999-2003, évêque de Mayence